# Ettore Bertolè Viale
Ettore Bertolè-Viale (Gênes, 25 novembre 1829 - Turin, 13 novembre 1892) était un général et homme politique italien. 
Il a été sénateur du royaume d'Italie dans la XIVe législature. Il a été ministre de la Guerre du royaume d'Italie dans les gouvernements Menabrea I, Menabrea II, Menabrea III, Depretis VIII, Crispi I et Crispi II.

## Biographie
Né dans une famille de tradition militaire (son père et certains de ses frères ont fait la même carrière), il fréquente l'académie militaire de Turin, où il termine son cursus en 1844. Nommé sous-lieutenant (sottotenente) à l'âge de dix-huit ans, il devient lieutenant (tenente) l'année suivante et est enrôlé dans le 16e régiment d'infanterie avec lequel il participe à la première guerre d'indépendance.
Après la fin de la guerre, il reprend ses études et devient officier de l'état-major général avant de rejoindre la guerre de Crimée, où il participe avec le grade de capitaine (capitano) provisoire au commandement de la 2e brigade de l'état-major général. En 1859, il participe à la deuxième guerre d'indépendance avec le grade de capitaine de l'état-major général, combattant sous les ordres du général Manfredo Fanti qui le tient en haute estime et considération. Il participe ensuite aux batailles de Palestro et de Magenta, où il reçoit sa première médaille de la valeur militaire et la croix de chevalier de l'ordre militaire de Savoie. Il prend ensuite part à la bataille de la Tchernaïa le 16 août 1855 pendant la guerre de Crimée.
Après l'armistice de Villafranca, il devient le secrétaire du général Fanti et le suit dans ses campagnes en Émilie et en Toscane. En 1860, lorsque le général Fanti devient ministre de la Guerre, commandant de l'expédition dans les Marches et en Ombrie, et chef d'état-major du roi dans l'entreprise du Mezzogiorno, Ettore Bertolè Viale est promu lieutenant-colonel (Tenente Colonnello) et officier de l'ordre militaire de Savoie. Le 13 juin 1861, il est choisi comme secrétaire général du ministre de la Guerre et devient colonel (Colonnello).
En 1866, dans la perspective de la troisième guerre d'indépendance, il est nommé général de division (Maggiore Generale), poste qu'il occupe jusqu'en 1874, date à laquelle il devient commandant de l'état-major général, puis du corps d'armée en 1881, obtenant le grade d'aide de camp de Sa Majesté, puis de lieutenant général (Tenente Generale). Entre-temps, en 1867, il était devenu ministre de la Guerre du royaume, restant en fonction jusqu'en 1869. En 1881, il entre également en politique dans le parti de Centre droit (Centro-destra), devenant membre de la Chambre des députés, où il reste dans la circonscription de Crescentino pendant cinq mandats (X-XIV). En 1887, il est renommé ministre de la Guerre du royaume d'Italie.
Après être tombé malade, il se retire de ses fonctions politiques en 1891 et meurt à Turin le 13 novembre 1892 à l'âge de 63 ans.

### Fonctions et titres
- Chef de cabinet au ministère de la Guerre (1861)
- Secrétaire général du ministère de la Guerre (par intérim, 13 juin 1861-10 avril 1862)
- Aide de camp de Sa Majesté le roi [3 août 1867].
- Premier aide de camp de Sa Majesté le roi [1872].
- Aide de camp honoraire de Sa Majesté le roi
- Adjudant général honoraire de Sa Majesté le roi
- Commandant de l'état-major général ([1874]-1881)
- Commandant de corps d'armée (26 octobre 1881)

## Décorations

### Décorations italiennes
- Chevalier grand-croix décoré du grand cordon de l'ordre des Saints-Maurice-et-Lazare
- Chevalier grand-croix décoré du grand cordon de l'ordre de la Couronne d'Italie
- Officier de l'ordre militaire de Savoie
- Médaille d'argent de la valeur militaire
- Médaille commémorant les campagnes des guerres d'indépendance (4 barrettes)

### Décorations étrangères
- Chevalier grand-croix de l'ordre impérial de François-Joseph (Empire austro-hongrois)
- Grand-croix de l'ordre militaire de Saint-Benoît d’Aviz (Portugal)
- Chevalier de première classe de l'ordre du Medjidié (Empire ottoman)
- Chevalier de première classe de l'ordre de l'Aigle rouge (Allemagne)
- Grand-croix de l'ordre de Charles III (Espagne)
- Chevalier de l'ordre de l'Aigle Blanc (Empire russe)
- Chevalier de la grande étoile de l'ordre du Lion et du Soleil (Empire perse)
- Chevalier grand commandeur de l'ordre de Nichan Iftikhar (Tunisie)
- Chevalier de l'ordre national de la Légion d'honneur (France)
- Médaille britannique de la guerre de Crimée (Royaume-Uni)

## Source
- (it) Cet article est partiellement ou en totalité issu de l’article de Wikipédia en italien intitulé « Ettore Bertolè Viale » (voir la liste des auteurs).